# 七濑胡桃
七瀨胡桃（日语：/七瀬くるみ/Nanase Kurumi，又名Menhera Chan (メンヘラちゃん)、Menhera酱）是日本JOYNET株式会社所属的画师Pomu（日语：ぽむ）所创作的一个虚拟少女形象，2017年起以贴图的形式在即时通讯软件Line上发售。该形象设定为一位16岁的高中生少女，拥有及肩短发，身着黑色长袖连帽衣。后Pomu又创作出名为七瀨木實（日语：/七瀬このみ/Nanase Konomi）的延伸角色，设定为七濑胡桃的孪生妹妹，以及七濑太一（日语：/七瀬たいち/Nanase Taichi），设定为七濑胡桃的弟弟。2018年7月13日，上海巨人网络科技有限公司取得七濑胡桃系列作品形象在中国大陆地区的代理权，开发手机游戏《胡桃日记》在TapTap上发行。2018年10月23日，巨人网络开始计划以虚拟偶像形式对七濑胡桃进行运营。次年6月21日，七濑胡桃正式作为巨人网络首位虚拟偶像出道。

## 跨媒體

### 表情包

《くるみちゃん。》贴图产品封面

七濑胡桃最初是由日本JOYNET株式会社所属插画师Pomu（日语：ぽむ）创作的原创新角色，最初登场于其设计的LINE贴图系列《くるみちゃん。》中。该角色设定为一位16岁的日本女高中生，拥有及肩的深色长发，身穿黑色长袖连帽衫。自2017年起以贴图形式在通讯软件LINE上发售，因其可爱的言行举止深受大众喜爱，贴图系列上线后迅速走红，截至目前已累计推出数十款相关贴图产品。
该角色又称“Menhera Chan" (メンヘラちゃん），“menhera”出自日本知名论坛2ch，日本网友用这个词指“在心理上有点小缺陷但又不是精神病人的人”。JOYNET公司在该表情包的发售页面也写道；“不使用的话我就发病哦，满怀爱意地使用我吧！”
根据Pomu在2021年的一次专访中透露，七濑胡桃的创作灵感源自她姐姐的性格与兴趣——她希望创造一个能让人产生共鸣、觉得“这就是我”的角色。因此，角色的名字也取自姐姐的昵称「くみちゃん」（久美酱），再变化为「くるみちゃん」（胡桃酱），并设定为一位“随处可见的平凡女生”。
胡桃的经典形象为身穿黑色帽T、留着深色短发的16岁高中女生。Pomu表示，黑色帽T在日本是许多女生日常穿着的衣物，这样的设定不仅方便绘制，也容易让用户产生代入感。然而，为了避免角色给人“阴暗”的印象，她在绘制时格外注意服装与发色的光影处理，以及角色动作的细节，确保整体画面生动自然。
在性格方面，Pomu特别喜欢胡桃“贪吃”的个性，因为这不仅可爱，也让她在描绘角色时感到幸福与满足。胡桃有着孩子气的性格，时而哭泣、时而大笑，情绪表现十分坦率，这也使得她在插画中显得更加生动真实。角色讨厌蘑菇的设定，则是Pomu根据“蘑菇常生长在潮湿阴暗之处”这一印象所延伸出的象征性元素，反映了胡桃面对阴暗情绪的脆弱与不擅应对。
七濑胡桃的人物设定不仅限于个人形象，后续Pomu又创作了胡桃的孪生妹妹七瀬木實与弟弟七濑太一，用以扩展其世界观。其中，妹妹木實被设定为若与胡桃长期相处，性格也可能会受到感染变得相似；弟弟太一则是参考Pomu与姐姐相处的真实印象所创作。
胡桃的形象在贴图中的生动表现受到粉丝喜爱，也促使其走出贴图世界，成为能与用户互动的虚拟角色，并最终促成《胡桃日记》的开发与上线。

### 游戏
《胡桃日记》是由上海巨人网络科技有限公司取得七濑胡桃系列作品形象在中国大陆地区的代理权后开发的养成类手游，最初于2021年4月在中国大陆上线，并由腾讯代理发行；同年，由艾瑞尔网络代理的繁体中文版也预定登陆台港澳市场，并在2021年台北国际电玩展中亮相。
本作是一款以“陪伴”为主题的佛系养成型手游，玩家将与七濑胡桃在同一个现实时间轴下生活，透过每日互动、服装搭配、房间布置等方式，与胡桃建立情感联系。游戏中角色的行为会因玩家的操作与胡桃自身的情绪而变化，部分事件也会触发独特表情与回忆剧情。玩家还能透过游戏内的“照片”、“绘画”功能收集自定义贴图，延续表情包起家的风格设计。
游戏上线初期因七濑胡桃的可爱人设与轻松氛围而获得不少好评，TapTap评分一度达到8.4分。 然而随着时间推移，游戏热度迅速下滑。有玩家指出游戏整体氪金机制过重，例如限定剧情与服装需额外付费解锁，导致体验受限；此外，部分剧情节奏平缓、重复度高，影响了用户黏着度与留存率。游戏美术风格延续了原作“黑帽T少女”的形象，但在CG设计、语音演出等方面亦存在争议。
随着运营节奏放缓、制作人离职以及项目重组等变动，游戏逐渐失去更新支持，并于2023年2月15日正式停止国服运营。
在停服一年后，《胡桃日记》于2024年8月22日以“独立运营”形式重新上线，由原制作人熊吉及其团队重新主导开发。此次复活版本剔除了大量过往的KPI导向内容与复杂系统，回归“轻松陪伴”的核心理念，强调胡桃作为虚拟伙伴的情感互动属性。制作人熊吉在复活声明中表示：“哪怕无法大红大紫，只要能治愈一部分孤独的人，就已经足够了。”

## 虚拟主播
2018年，在虚拟偶像产业迅速发展的背景下，七濑胡桃作为巨人网络签约的首位虚拟主播（VTuber）正式宣布出道。彼时，全球范围内的VTuber热潮正逐渐升温，日本被媒体誉为“VTuber元年”，以绊爱（Kizuna AI）为代表的大量虚拟主播迅速走红，引发资本关注和市场布局。
2018年7月，巨人网络获得七濑胡桃角色在中国大陆地区的独家代理权，随后决定推动其“游戏化+VTuber化”发展，并于2019年6月21日通过哔哩哔哩（B站）平台正式出道成为虚拟主播。
与传统虚拟偶像偏重舞台演出和歌曲产出不同，七濑胡桃的运营方向更偏向“陪伴型VTuber”。其在哔哩哔哩频道中以第一人称与观众互动，节目内容涵盖日常闲聊、游戏实况、心理测试、料理挑战等，并常以「嗨，你来啦~」开头营造亲密氛围。官方强调其最大特质是“没有攻击性、极具亲近感”，试图营造“邻家妹妹”般可依赖的角色定位，而非遥不可及的偶像明星。
在运营策略上，七濑胡桃团队高度重视粉丝互动，除直播外还频繁在评论区与观众交流，甚至收到大量粉丝将她当作“树洞”倾诉心事的私信信息。此外，其虚拟形象也与后续推出的互动养成游戏《胡桃日记》进行了世界观整合，营造出一个跨越直播、游戏与社群媒体的统一人格，使胡桃成为一种“伴随式IP”。
出道初期，七濑胡桃即在B站获得超过10万粉丝关注，成为平台上最受欢迎的中文虚拟主播之一。尽管2022年一度停止更新，但她的影响力仍在B站、微博及社群媒体维持热度，2024年随着《胡桃日记·相伴初心》的推出也逐步恢复活动。
七濑胡桃作为中国VTuber领域较早商业化的代表之一，展现了将“表情包角色”成功转换为虚拟偶像的可能性，也为虚拟IP的全链路开发（贴图、直播、游戏）提供了样板模式。在技术与资本持续推动下，其运营团队也曾表示未来考虑拓展AI语音助手、桌面精灵等多种形态，进一步实现“全天候虚拟陪伴”的理念。